# Usuthu
Usuthu ou uSuthu est un cri de guerre zoulou et le nom donné aux partisans du roi Cetshwayo kaMpande.

## Origine du mot
Selon la tradition zoulou, le butin ramené en 1851 lors d'une expédition contre les Pedi comprenait des bovidés appelé suthu, beaucoup plus gros et forts que les bêtes du cheptel zoulou. Impressionnés par la puissance de ces animaux le jeune prince Cetshwayo et ses compagnons lorsqu’ils voulaient se vanter avaient coutume de se définir eux-mêmes comme des Suthu et bientôt ils adoptèrent le mot comme cri de ralliement.

## Les uSuthu
Cri de guerre, le mot désigne aussi les partisans de Cetshwayo lors de la guerre civile de 1856 qui l'oppose à son frère Mbuyazi. Lorsque Cetshwayo accède au trône en 1872, uSuthu devient le cri national des Zoulous. L'issue malheureuse de la guerre anglo-zouloue de 1879 se traduit par l'exil de Cetshwayo. Des luttes intestines ensanglantent le Royaume zoulou et uSuthu définit alors les royalistes fidèles à Cetshwayo puis à son successeur Dinuzulu.
Aujourd'hui, le mot est utilisé comme surnom par le club sud-africain de football, l'Amazulu FC, situé à Durban

## Sources
- (en) John Laband, The Atlas of the Later Zulu Wars, 1883-1888, University of Natal Press, 2001 (ISBN 0-86980-998-9)
- (en) John Laband, The Rise and fall of the Zulu nation, Londres, Arms and Armour Press, 1997 (ISBN 1-85409-421-1)